# Степанов, Данил Андреевич
Дани́л Андре́евич Степа́нов (род. 25 января 2000, Казань) — российский футболист, защитник московского «Торпедо».

## Биография
Родился в Казани. 
В 2005 году начал заниматься футболом в казанской ДЮСШ «Тасма». В 2007 году перешёл в академию «Рубина», где тренировался под руководством Ильгизара Гайнутдинова. 
9 декабря 2018 года в матче РПЛ против петербургского «Зенита» дебютировал в профессиональном футболе, выйдя на 63-й минуте вместо Раиля Абдуллина.
17 июля 2020 года был арендован клубом «Ротор».
29 мая 2021 года на правах аренды пополнил состав тульского «Арсенала». 29 декабря 2021 года трансфер был полноценно выкуплен.
4 июля 2023 года перешёл в подмосковные «Химки». В сезоне 2023/24 с клубом стал победителем Первой лиги.
5 августа 2025 года на правах свободного агента присоединился к московскому «Торпедо».

## Карьера в сборной
В период с 2016 года по 2017 год вызывался в сборную России (до 17 лет), проведя в её составе 11 матчей и не забив голов.
В августе 2019 года был вызван в сборную России (до 21 года). 6 сентября 2019 года в матче отборочного турнира на молодёжный чемпионат Европы 2021 против сборной Сербии (до 21 года).

## Статистика выступлений
| Выступление      | Выступление      | Выступление      | Лига | Лига | Кубки | Кубки | Итого | Итого |
| Клуб             | Лига             | Сезон            | Игры | Голы | Игры  | Голы  | Игры  | Голы  |
| ---------------- | ---------------- | ---------------- | ---- | ---- | ----- | ----- | ----- | ----- |
| Рубин            | РПЛ              | 2018/19          | 10   | 0    | 1     | 0     | 11    | 0     |
| Рубин            | РПЛ              | 2019/20          | 9    | 0    | 0     | 0     | 9     | 0     |
| Рубин            | Итого            | Итого            | 19   | 0    | 1     | 0     | 20    | 0     |
| → Ротор          | РПЛ              | 2020/21          | 22   | 1    | 0     | 0     | 22    | 1     |
| → Ротор          | Итого            | Итого            | 22   | 1    | 0     | 0     | 22    | 1     |
| → Арсенал        | РПЛ              | 2021/22          | 16   | 1    | 1     | 0     | 17    | 1     |
| → Арсенал        | Итого            | Итого            | 16   | 1    | 1     | 0     | 17    | 1     |
| Арсенал          | РПЛ              | 2021/22          | 12   | 0    | 1     | 0     | 13    | 0     |
| Арсенал          | Первая лига      | 2022/23          | 14   | 0    | 1     | 0     | 15    | 0     |
| Арсенал          | Итого            | Итого            | 26   | 0    | 2     | 0     | 28    | 0     |
| Химки            | Первая лига      | 2023/24          | 32   | 2    | 4     | 0     | 36    | 2     |
| Химки            | РПЛ              | 2024/25          | 15   | 0    | 5     | 0     | 20    | 0     |
| Химки            | Итого            | Итого            | 47   | 2    | 9     | 0     | 56    | 2     |
| Торпедо (Москва) | Первая лига      | 2025/26          | 1    | 0    | 0     | 0     | 1     | 0     |
| Торпедо (Москва) | Итого            | Итого            | 1    | 0    | 0     | 0     | 1     | 0     |
| Всего за карьеру | Всего за карьеру | Всего за карьеру | 131  | 4    | 13    | 0     | 144   | 4     |

## Достижения
«Химки»
- Победитель Первой лиги: 2023/24
- Итого : 1 трофей